# Austrian Positioning Service

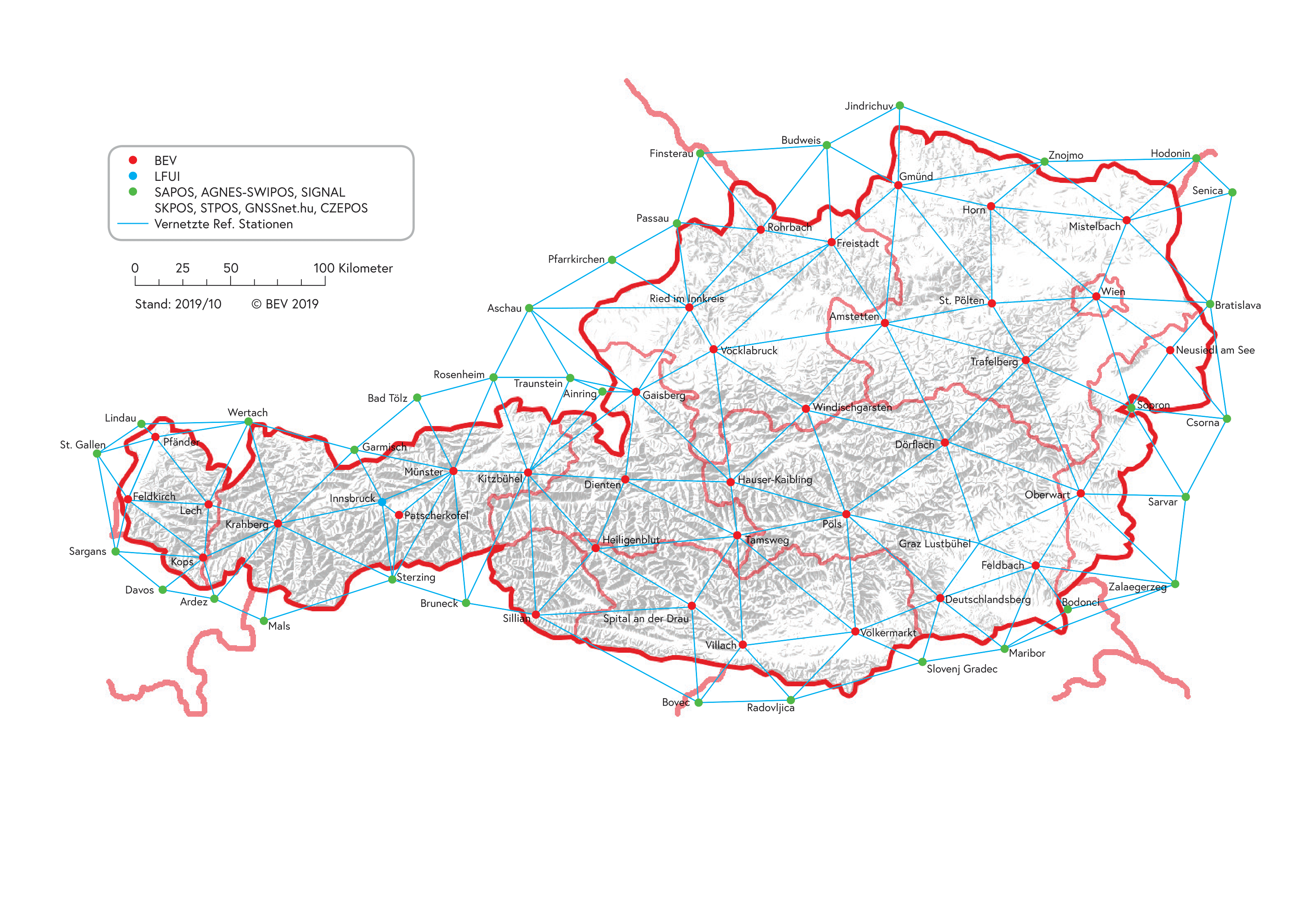
Übersicht des APOS - Referenzstationsnetzes

Das Austrian Positioning Service (APOS) ist der GNSS-Satelliten-Positionierungsdienst des Bundesamtes für Eich- und Vermessungswesen (BEV) der GNSS-Signale nutzt, zentral verarbeitet und daraus abgeleitete Parameter, z. B. in Form der „Virtuellen Referenzstation – VRS“ zur Verbesserung der Genauigkeit von satellitenbasierten Messungen zur Verfügung stellt.

## Eignung/Nutzung
- Grundlagen-, Kataster- sowie wissenschaftliche Vermessungen
- Land- und Forstwirtschaft
- Bau- und Ingenieurvermessung
- Messungsaufnahmen mit Luftfahrzeugen
- geologische und geophysikalische Punktaufnahmen
- GIS-Erhebungen
- Absteckungen und Trassierungen
- Maschinensteuerungen

## Entwicklung und nationale/internationale Kooperationen
Der Beschluss zum Aufbau von APOS wurde vom BEV im Jahr 2002 gefasst. Daraufhin erfolgte im Jahr 2003 die Unterzeichnung eines Kooperationsvertrages zwischen den nationalen Vermessungsverwaltungen von Bayern, Baden-Württemberg, der Schweiz und Österreich zur länderübergreifenden Vernetzung von Referenzstationen, die ausschließlich GPS-Signale nutzten. Mit der Errichtung der ersten GPS-Teilstationsnetze wurde schließlich in Vorarlberg und Oberösterreich begonnen.
Die APOS-Produkte wurden im Jahr 2006 nach einer ca. einjährigen Testphase zu offiziellen Produkten des BEV.
Die weitere Verdichtung des APOS-GNSS-Referenzstationsnetzes in Österreich, unter zusätzlicher Nutzung des russischen Systems GLONASS, erfolgte im Laufe der Jahre durch Integration der Referenzstationen der Österreichischen Akademie der Wissenschaften/Institut für Weltraumforschung (ÖAW/IWF), der Kärntner Elektrizitäts-Aktiengesellschaft KELAG und mittels Aufbau weiterer über ganz Österreich verteilter Referenzstationen durch das BEV. Die Einbindung der grenznahen GNSS-Referenzstationen der nationalen Vermessungsverwaltungen der übrigen Nachbarländer durch das BEV erfolgte sukzessive auf Basis der Abschlüsse bilateraler Kooperationsverträge.
Seit 28. Mai 2019 sind auch die Daten von GALILEO Satelliten in den staatlichen Positionierungsdienst APOS integriert. Damit war APOS der erste österreichische Positionierungsdienst, der auch GALILEO-Korrekturdaten für die satellitengestützte Vermessung und Positionierung für das gesamte Bundesgebiet zur Verfügung stellte. Aktuell werden 37 GNSS-Referenzstationen vom BEV permanent betrieben, davon eine in Kooperation mit der Leopold-Franzens-Universität Innsbruck (LFUI).
APOS Referenzstationen stellen die oberste Ebene des österreichischen 3D-Bezugsrahmens dar und entsprechen der Class A - EUREF Spezifikation (1 cm - Wiederholbarkeit).

## Produkte und ihre Genauigkeiten

### APOS Real Time

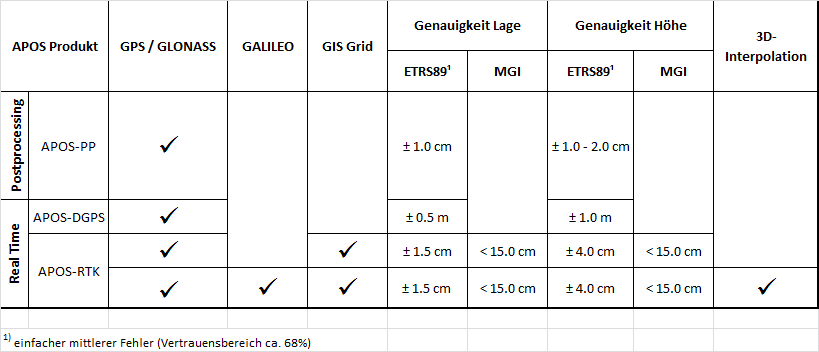

Innerhalb des österreichischen Staatsgebietes wird eine flächendeckende Bereitstellung von homogenen 3D-Koordinaten im Europäischen Terrestrischen Referenzsystem ETRS89 mit wahlweise dm- oder cm-Genauigkeit in Echtzeit gewährleistet. APOS Real Time ermöglicht die Echtzeitpositionierung wahlweise nach dem Konzept der „Virtuellen Referenzstation - VRS“ oder dem „Master Auxiliary Concept - MAC“. Die entfernungsabhängigen Einflüsse werden zentral erfasst und berücksichtigt, wodurch eine flächendeckend homogene Genauigkeit gewährleistet wird. Die Datenbereitstellung erfolgt ausschließlich über Mobile Internet via paketvermittelter Datenübertragung unter Verwendung des NTRIP-Protokolls. Zusätzlich besteht die Möglichkeit der Nutzung einer flächendeckenden 3D-Online-Transformation von ETRS89 in das System MGI der österreichischen Landesvermessung mit dm-Genauigkeit auf Basis der Grid-Technologie mit Hilfe des GIS-Grid des BEV.

#### GIS-Grid: Online-Transformation vom System ETRS89 in das staatliche System MGI
Auf Basis eines engmaschigen, interpolierten Gitternetzes (Maschenweite 30″ × 45″), welches für ganz Österreich die Abweichungen (Inhomogenitäten) zwischen dem europäischen System ETRS89 und dem österreichischen System der Landesvermessung MGI beschreibt, kann mit APOS Real Time (RTK) eine einheitliche Online-Transformation vom System ETRS89 in das staatliche System MGI mit dm-Genauigkeit in Echtzeit durchgeführt werden. Dieses GIS-Grid wurde aus ca. 28.000 Identpunkten des staatlichen Festpunktfeldes 1.–5. Ordnung abgeleitet.

### APOS Postprocessing
Für Postprocessing-Anwendungen werden via „BEV Shop APOS“ auf der Website des BEV die Beobachtungsdaten aller österreichischen APOS GNSS-Referenzstationen im Format RINEX für Auswertungen mit cm-Genauigkeit in den Intervallen 1, 5, 15 und 30 Sekunden angeboten. Die Daten sind bis 60 Tage ab Aufzeichnung verfügbar, wobei die 30-Sekunden-Daten auch für längere Zeiträume archiviert werden und auf Anfrage erhältlich sind.